# Manihot aesculifolia
Manihot aesculifolia är en törelväxtart som först beskrevs av Carl Sigismund Kunth, och fick sitt nu gällande namn av Johann Baptist Emanuel Pohl. Manihot aesculifolia ingår i släktet Manihot och familjen törelväxter. Inga underarter finns listade i Catalogue of Life.